# Plaque d'immatriculation portugaise

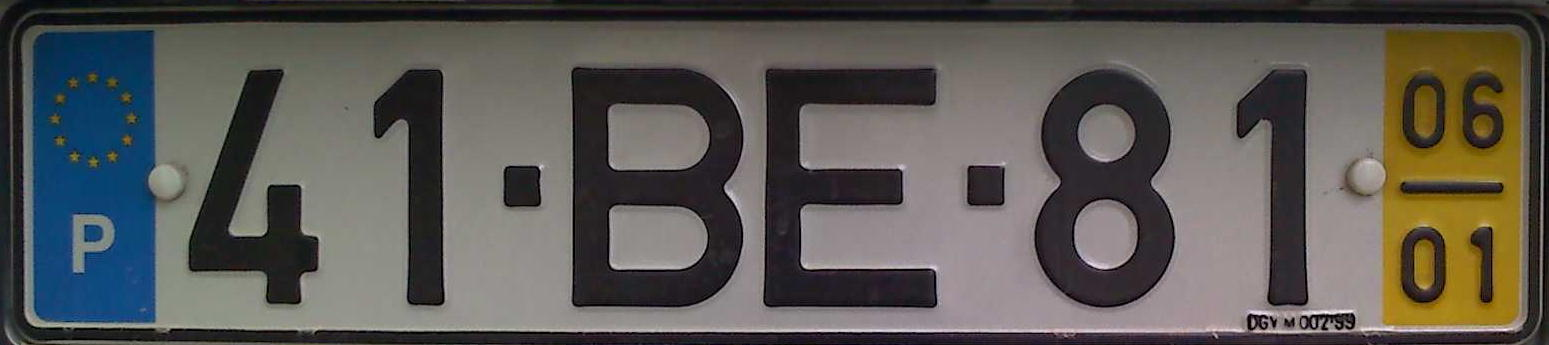
Plaque d'immatriculation portugaise de 2006.

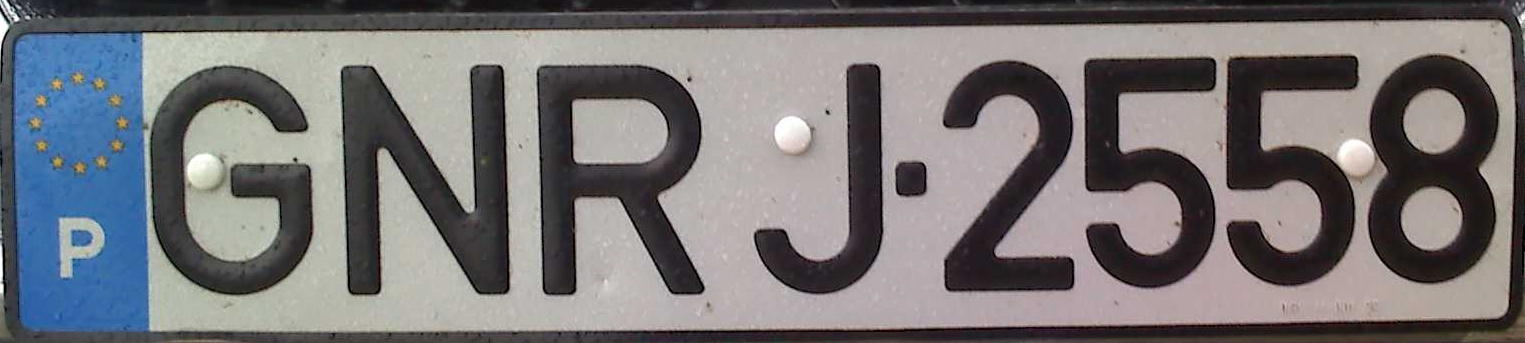
Plaque portugaise de la Garde nationale républicaine de 2008.

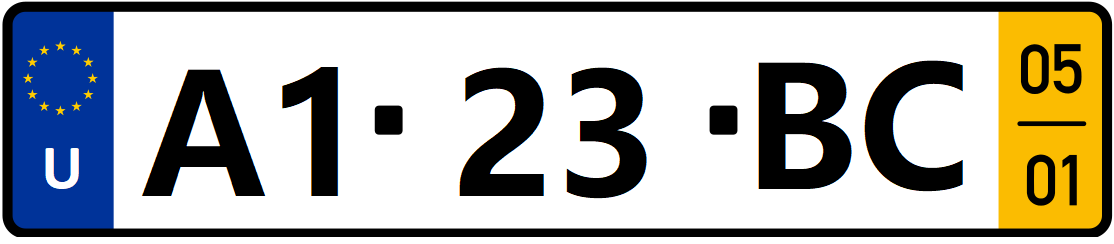
Plaque des forces américaines au Portugal (Base de Lajes aux Açores).

La plaque d'immatriculation portugaise est un dispositif permettant l'identification d'un véhicule du parc automobile portugais. Elle était construite sur le modèle chiffres-chiffres-lettres ou chiffres-lettres-chiffres avec la date de première circulation du véhicule (mois+année en noir sur fond jaune), mais après le 3 mars 2020 le nouveau modèle est 2 lettres-2 chiffres-2 lettres.
En application au sein des pays de l'Union Européenne, le début de la plaque porte l'initiale P du Portugal, avec l’exception des plaques pour les forces américaines au Portugal qui elles possèdent un 'U'.